# Лебеденко, Иван Иванович
Иван Иванович Лебеденко — командир расчёта 82-мм миномёта 166-го гвардейского стрелкового полка (55-я гвардейская стрелковая дивизия, 28-я армия, 1-й Украинский фронт), гвардии сержант.

## Биография
Иван Иванович Лебеденко родился в станице Должанская Ейского отдела Кубанской области (в настоящее время Ейский район Краснодарского края). Получил начальное образование.
В феврале 1943 года Камышеватским райвоенкоматом Краснодарского края он был призван в ряды Красной армии. С того же времени на фронтах Великой Отечественной войны.
Приказом по 166-му гвардейскому полку от 9 января 1944 года командир миномётного расчёта гвардии младший сержант Лебеденко за мужество и героизм в боях против немецко-фашистских оккупантов, чёткое и аккуратное выполнение приказов командования и два боевых ранения был награждён медалью «За отвагу».
Приказом по 166-му гвардейскому полку от 20 января 1944 года командир миномётного расчёта гвардии младший сержант Лебеденко за мужество и героизм в боях против немецко-фашистских оккупантов, за участие в тактическом десанте на мыс Тархан в районе Керчи 9—11 января 1944 года был награждён второй медалью «За отвагу».
Гвардии сержант Лебеденко в боях по прорыву обороны противника 24 июня 1944 года в районе посёлка Пружинищи Гомельской области, находясь в боевых порядках стрелковой роты со своим миномётом, подавил огонь 4-х огневых точек и уничтожил 5-х солдат противника. 

26 июня 1944 года на переправе через реку Птичь в районе деревень Касаричи и Хлопеничи подавил 4 огневые точки и уничтожил около 10 солдат противника. Приказом по 55-й гвардейской дивизии от 15 июля 1944 года он был награждён орденом Славы 3-й степени.
При переправе через реку Западный Буг 27 июля 1944 года гвардии сержант Лебеденко в районе населённого пункта Колодно (13—14 км северо-западнее города Брест) истребил около 10 и рассеял до взвода солдат противника. 28 июля 1944 года в бою за населённый пункт Бохукалы (13 км северо-западнее города Тересполь) огнём миномёта разбил 2 автомашины, 3 повозки и сразил до 10 автоматчиков. Приказом по 28-й армии от 19 августа 1944 года он был награждён орденом Славы 2-й степени.
Поддерживая наступающую пехоту при штурме первой линии траншей противника в районе господского двора Гуддин в Восточной Пруссии гвардии сержант Лебеденко огнём миномёта с дистанции 300 метров подавил 3 огневых точки и уничтожил до 20 солдат противника. Развивая дальнейшее наступление в направлении станции Тракенен (Дивное в Нестеровском районе) 13 января 1945 года, находясь в боевых порядках стрелков, Лебеденко огнём своего миномёта уничтожил 17 солдат противника. Приказом по 28-й армии от 31 января 1945 года он был награждён орденом Красной Звезды.
Расчёт 82-мм миномёта во главе с гвардии сержантом Лебеденко 9 февраля 1945 года у города Прёйсиш-Эйлау (В настоящее время Багратионовск) из миномёта подавил 7 пулемётов и уничтожил около 10 солдат противника.

22 марта 1945 года при отражении контратаки на подступах к заливу Фришес-Хафф возле города Хайлигенбайль (в настоящее время город Мамоново) сразил до отделения пехоты, чем обеспечил отражение контратаки превосходящих сил противника.

1 мая 1945 года в уличных боях за Берлин гвардии сержант Лебеденко заменил раненого наводчика. Огнём из миномёта истребил 6 солдат противника и подавил 4 огневых точки. За время боёв 29 апреля—3 мая 1945 года вместе с расчётом подавил 9 огневых точек и уничтожил свыше отделения живой силы противника. Указом Президиума Верховного Совета СССР от 27 июня 1945 года он был награждён орденом Славы 1-й степени.
Гвардии сержант Лебеденко демобилизован в 1945 году. Работал на рыбных промыслах на Азовском море. Позднее проживал в Ейском, затем в Приморско-Ахтарском районах Краснодарского края и в городе Жданов.
Скончался Иван Иванович Лебеденко 2 октября 1970 года.